# Chincha
Chincha, indijanski narod koji je od 1000. pa do pada pod državu Inka (1476.) živio u obalnom području južnog Perua i možda Čilea. Kulturi Ica ili Chincha bilo je središte u dolinama Chincha, Pisco, Ica i Nazca. Ona se javlja negdje od 1000 godine. Glavni grad ove države bio je Tambo de Mora. 
Chinche su bili planinski narod i dobri arhitekti. Poznati su i po tome što su uzgajali činčile i držali ih za kućne ljubimce, njihovo su meso jeli, a od kvalitetnog krzna pravili su sebi odjeću. Krzno činčile kasnije su od njih preuzeli Inke pa ga je uskoro mogao nositi samo Inka i osobe kraljevske krvi. 
Na otocima Chincha pred peruanskom obalom,  koji su im pripadali, inače poznatim po guanu i ‘Guano ratu’ završio je 1866. održalo se nešto pripadnika ovog naroda. Jezik ovih Indijanaca klasificira se porodici Yuncan, to jest jezicima kojima su govorili Chimu Indijanci, među njima bilo je izgleda i trgovine (školjke Spondylus) prije pojave Inka.

## Vanjske poveznice
- Chincha  Arhivirana inačica izvorne stranice od 16. lipnja 2006. (Wayback Machine)
- Ica-Chincha
- La Centinela  Arhivirana inačica izvorne stranice od 18. ožujka 2006. (Wayback Machine)
- The Chincha (from pre-Columbian civilizations)